# العملية الزرقاء
العملية الزرقاء (بالألمانية: Fall Blau، بالروسية: План Блау) وتُعرف أيضا باسم الهجوم الألماني الصيفي المضاد والذي أُطلق عليه فيما بعد الاسم الكودي عملية براونشفايغ (بالألمانية: Operation Braunschweig) وهو الاسم الذي أطلقته القوات الألمانية على خطة الهجوم الصيفي الإستراتيجي على جنوب روسيا عام 1942 خلال الفترة ما بين 28 يونيو وحتى 24 نوفمبر.
جائت العملية استكمالا لسابقتها، عملية بارباروسا، التي نفذتها القوات الألمانية منتصف عام 1941 لإخراج الاتحاد السوفيتي نهائيا من الحرب وتدمير قواه العسكرية بشكل يستحيل معه القيام بأي هجمات مضادة وعليه شنت القوات الألمانية هجومين طويلين الأمد؛ هدف أولهما إلى السيطرة على حقول االنفط الغنية في باكو، في حين عمد الهجوم الثاني إلى التقدم صوب ستالينغراد بطول نهر الفولغا لتغطية جناح القوات المتجهة نحو باكو وهو ما دفع القيادة الألمانية إلى تقسيم مجموعة الجيوش الوسطى (بالألمانية: Heeresgruppe Süd) من الجيش الألماني (بالألمانية: Wehrmacht Heer) إلى مجموعتين من الجيوش؛ مجموعة الجيوش أ ومجموعة الجيوش ب، حيث أوكلت لمجموعة الجيوش أ مهمة عبور جبال القوقاز في طريقه باتجاه حقول نفط باكو في حين كان على مجموعة الجيوش ب تغطية الجناح الأخر لمجموعة الجيوش أ من الناحية المواجهة لنهر الفولغا.
ومع بداية الهجوم حققت القوات الألمانية مكاسب متعددة وتقدمت تقدما سريعا على الأرض مكّنها من احتلال مساحات شاسعة والسيطرة على العديد من حقول النفط حتى لقى الجيش الألماني هزيمة قاسية في ستالينغراد على يد الجيش الأحمر بالإضافة للهزائم المتلاحقة خلال عملية أورانوس ثم عملية زحل الصغير التي تلتها، هذه الهزائم أجبرت قوات المحور على الانسحاب من القوقاز خشية التعرض للتطويق والتي لم تُبقي في قبضتها سوى مدينتي كراسنودار وكورسك.

## إستراتيجية المحور

### خلفية
في 22 يونيو 1941، أطلقت الفيرماخت عملية بارباروسا بنيّة هزيمة السوفيت في حرب خاطفة استمرت لأشهر فقط. حقق هجوم المحور نجاحًا أوليًا وتعرض الجيش الأحمر لبعض الهزائم الكبرى قبل أن يتمكن من صد وحدات المحور على مسافة قريبة من موسكو (نوفمبر/ديسمبر 1941). رغم أن الألمان قد استولوا على مساحات شاسعة من الأراضي والمراكز الصناعية الهامة، استمر الاتحاد السوفيتي في الحرب. في شتاء1941-1942 رد الاتحاد السوفيتي بسلسلة من الهجمات المضادة الناجحة، ليدحر بذلك التهديد الألماني عن موسكو. رغم هذه النكسات، أراد هتلر حلًا هجوميًا تطلب موارد نفط القوقاز. بحلول فبراير 1942، بدأت القيادة العليا للجيوش الألمانية وضع خطط لحملة متابعة لهجوم بارباروسا المُحبَط مع اتخاذ القوقاز هدفًا رئيسيًا لها. في 5 أبريل 1942، أدرج هتلر عناصر الخطة المعروفة الآن باسم العملية الزرقاء (بالألمانية: Fall Blau) ضمن توجيه الفوهرر رقم 41. حدد التوجيه الأهداف الرئيسية للحملة الصيفية لعام 1942 على الجبهة الشرقية لألمانيا: شن هجمات ضاغطة لمجموعة جيوش الوسط، والاستيلاء على لينينغراد والالتحاق بجيش فنلندا لمجموعة الجيوش الشمالية، والاستيلاء على منطقة القوقاز لمجموعة جيوش الجنوب. انصب التركيز الرئيسي على الاستيلاء على منطقة القوقاز.

### حقول النفط
القوقاز، منطقة كبيرة ومتنوعة ثقافيًا تجتازها جبالها المسماة باسمها، يحدها البحر الأسود غربًا وبحر قزوين شرقًا. كانت المنطقة الواقعة شمال الجبال مركزًا لإنتاج الحبوب والقطن والآلات الزراعية الثقيلة، بينما أنتج حقلا النفط الرئيسيان، في مايكوب، بالقرب من البحر الأسود، وغروزني، في منتصف الطريق تقريبًا بين البحر الأسود وبحر قزوين، نحو 10% من كامل النفط السوفيتي. أما جنوب الجبال فتقع منطقة جنوب القوقاز التي تضم جورجيا وأذربيجان وأرمينيا. احتوت هذه المنطقة الصناعية والمكتظة سكانيًا بعضًا من أكبر حقول النفط في العالم. كانت باكو، عاصمة أذربيجان، واحدة من أغنى المدن، إذ أنتجت 80% من نفط الاتحاد السوفيتي، أي نحو 24 مليون طن في عام 1942 وحده.
تمتلك القوقاز أيضًا وفرة من الفحم والخث، فضلًا عن المعادن غير الحديدية والنادرة. شكلت رواسب المنغنيز في شياتوري، جنوب القوقاز، أغنى مصدر منفرد في العالم، إذ أنتجت 1.5 مليون طن من خام المنغنيز سنويًا، أي نصف إجمالي إنتاج الاتحاد السوفيتي. أنتجت منطقة كوبان في القوقاز أيضًا كميات كبيرة من القمح والذرة وبذور عباد الشمس والشمندر السكري، وجميع تلك المواد ضرورية في إنتاج الغذاء.
كانت هذه الموارد ذات أهمية كبيرة بالنسبة لهتلر والمجهود الحربي الألماني. من أصل الثلاثة ملايين طن من النفط الذي تستهلكه ألمانيا سنويًا، كان يُستورد 85% منها، معظمها من الولايات المتحدة وفنزويلا وإيران. عندما اندلعت الحرب في سبتمبر 1939، قطع الحصار البحري البريطاني ألمانيا عن الأمريكتين والشرق الأوسط، تاركًا البلاد تعتمد على الدول الأوروبية الغنية بالنفط كرومانيا لتزويدها بالموارد. يتضح اعتماد ألمانيا على رومانيا من استهلاكها للنفط؛ ففي عام 1938، فقط ثلث الكمية التي استهلكتها ألمانيا والتي تبلغ 7500000 طن كانت من المخزونات المحلية. لطالما كان النفط نقطة ضعف ألمانيا، وبحلول نهاية عام 1941، كان هتلر قد استنفد تقريبًا احتياطيات ألمانيا، ما تركه أمام مصدرين مهمين فقط من النفط، الإنتاج الصناعي للبلاد وحقول النفط الرومانية التي وفرت 75% من واردات ألمانيا من النفط عام 1941. وإدراكًا منه لتراجع موارده النفطية، وخوفه من الهجمات الجوية للعدو على رومانيا (المصدر الرئيسي للنفط الخام في ألمانيا)، كانت إستراتيجية هتلر مدفوعة بالحاجة إلى حماية رومانيا والحصول على موارد جديدة، وهو أمر ضروري إذا أراد الاستمرار بشن حرب طويلة الأمد ضد قائمة متزايدة من الأعداء. في أواخر عام 1941، حذر الرومانيون هتلر من أن مخزونهم قد نفد وأنهم غير قادرين على تلبية المطالب الألمانية. لهذه الأسباب، كانت حقول النفط السوفيتية مهمة للغاية بالنسبة للصناعة والقوات المسلحة الألمانية بعدما أضحت الحرب حربًا عالميةً، ونمت قوة الحلفاء، وبدأ العجز في موارد المحور.

## التخطيط

### قوى المحور
تضمنت الخطة الألمانية هجومًا ثلاثي المراحل:
- الزرقاء 1: جيش بانزر الرابع، بقيادة هيرمان هوث (نُقل من مجموعة جيوش الوسط) والجيش الثاني مدعومًا بالجيش المجري الثاني، سيهاجمون من كورسك نحو فارونيش ويواصلون التقدم لتثبيت الجناح الشمالي للهجوم نحو نهر فولغا.
- الزرقاء 2: الجيش السادس، بقيادة فريدريش باولوس، سيهاجم من خاركيف ويتحرك بالتوازي مع الجيش الرابع بانزر للوصول إلى نهر الفولغا في ستالينغراد (التي لم يُعتبر الاستيلاء عليها أمرًا ضروريًا).
- الزرقاء 3: سيضرب الجيش الأول بانزر جنوبًا باتجاه نهر الدون السفلي، مع الجيش السابع عشر على الجانب الغربي والجيش الروماني الرابع على الجانب الشرقي.

كانت الأهداف الاستراتيجية للعملية هي حقول النفط في مايكوب وغروزني وباكو. كما هو الحال في بارباروسا، كان من المتوقع أن تؤدي هذه التحركات إلى سلسلة من الحصارات الكبيرة للقوات السوفيتية.
كان من المقرر تنفيذ الهجوم عبر سهوب جنوب روسيا (كوبان) باستخدام وحدات مجموعة الجيوش التالية:
القطاع الشمالي (حملة الفولغا)
مجموعة الجيوش ب
الفيلد مارشال ماكسيميليان فون فايخس
الجيش الثاني (الجنرال هانز فون سالموث)
فيلق الجيش 55 (الفيرماخت) (رودولف فرايهر فون رومان)
الجيش الرابع بانزر (الجنرال أوبرست هرمان هوث)
فيلق بانزر الرابع والعشرون (فيلبيالد فون لانغرمان أُند إرلينكمب)
فيلق بانزر الثامن والأربعون (فيرنر كيمبف)
فيلق الجيش الثالث عشر (إيريش شتراوبه)
الجيش السادس (جنرال دير بانزتروب فريدريش باولوس)
فيلق بانزر الأربعون (غورغ شتومه)
فيلق الجيش الواحد والخمسون (فالتر فون تزايلدت-كورتزباخ)
فيلق الجيش الثامن (فالتر هيتز)
فيلق الجيش السابع عشر (كارل أدولف هوليدت)
فيلق الجيش التاسع والعشرون (هانز فون أوبستفيلدير)
الجيش المجري الثاني (الكولونيل العام غوستاف ياني)
الفيلق الثالث (ج. راكوفسكي)
فيلق الجيش السابع (الفيرماخت) (إرنست-إبرهارد هيل)
وصل بين 21-25 يوليو:
الفيلق الرابع (لايوش تشاتاييه)
الفيلق السابع (إي. غيميشي)
الجيش الرابع (رومانيا)
الجيش الثامن الإيطالي (وصل بين 11-15 أغسطس) (الجنرال إيتالو غاريبولدي)
الفيلق الثاني (جي. زانغيري)
الفيلق الثالث والثلاثون (جيوفاني ميسي)    
فيلق ألبيني (غابريل ناشي)
لوفتفلوت 4
الجنرال أوبرست ألكسندر لوهر (حتى 20 يوليو)
الفيلد مارشال فولفرام فريهر فون ريختهوفن (بدءًا من 20 يوليو)
الفيلق الجوي الثامن
الفيلق الجوي الرابع
بلغ عدد الطائرات الألمانية في الشرق 2644 طائرة في 20 يونيو 1942، أي أكثر بنسبة 20% مقارنة بالشهر السابق. في حين قاتلت معظم الوحدات عام 1941 على الجبهة المركزية داعمةً مجموعة جيوش الوسط، قدمت 1610 طائرة (61%) الدعم لمجموعة جيوش الجنوب.
القطاع الجنوبي (حملة القوقاز)
مجموعة الجيوش أ
الفيلد مارشال فيلهلم ليست
الجيش الأول بانزر
الجيش السابع عشر (الفيرماخت)
الجيش الثالث (رومانيا)
الجيش الحادي عشر (الفيرماخت)

## مطبوعات
- Antill, Peter (2007). Stalingrad 1942. Oxford: Osprey Publishing. ISBN:1-84603-028-5.
- Axworthy, Mark؛ Scafes, Cornel؛ Craciunoiu, Cristian (1995). Third Axis Fourth Ally: Romanian Armed Forces in the European War, 1941–1945. London: Arms & Armour Press. ISBN:1-85409-267-7.
- Beevor، Antony (1999). Stalingrad: The Fateful Siege: 1942–1943. London: Penguin Books. ISBN:0-14-028458-3.
- Bellamy، Chris (2007). Absolute War: Soviet Russia in the Second World War. London: Pan Books. ISBN:978-0-330-48808-2.
- Bergström، Christer (2007)، Stalingrad – The Air Battle: November 1942 – February 1943، London: Chervron/Ian Allen، ISBN:978-1-85780-276-4.
- Glantz، David M. (2009). To the Gates of Stalingrad: Soviet-German Combat Operations, April–August 1942. The Stalingrad Trilogy. Lawrence, KS: University Press of Kansas. ج. I. ISBN:978-0-7006-1630-5. {{استشهاد بكتاب}}: الوسيط author-name-list parameters تكرر أكثر من مرة (مساعدة)
- Glantz, David M. (1995). When Titans Clashed: How the Red Army Stopped Hitler. Lawrence, KS: University Press of Kansas. ISBN:0-7006-0899-0.
- Hayward, Joel (1995). Too Little Too Late: An Analysis of Hitler's Failure in 1942 to Damage Soviet Oil Production. Lawrence, KS: The Journal of Strategic Studies, Vol. 18, No. 4, pp. 94-135.
- Hayward, Joel (2001). Stopped at Stalingrad: The Luftwaffe and Hitler's Defeat in the East, 1942–1943. Lawrence, KS: University Press of Kansas. ISBN:0-7006-1146-0.
- Manstein, Erich (2004). Lost Victories: The War Memoirs of Hitler's Most Brilliant General. Minneapolis: Zenith Press. ISBN:0-7603-2054-3.
- Nipe, George M. Jr. (2000). Last Victory in Russia: The SS-Panzerkorps and Manstein's Kharkov Counteroffensive—February–March 1943. Atglen, PA: Schiffer Publishing. ISBN:0-7643-1186-7.
- Schramm, Percy Ernst (1963). Kriegstagebuch des Oberkommandos der Wehrmacht, 1940–1945 Teilband II. Bonn: Bernard & Graefe Verlag für Wehrwesen.